# Tai (elefanta)
Tai (4 de noviembre de 1968 - 7 de mayo de 2021) fue una elefanta asiática, popular por interpretar a Bo Tat en la película Operación elefante (1995), Vera en Larger than Life (1996) y Rosie en Agua para elefantes (2011). Pertenecía a Have Trunk Will Travel, Inc., una organización privada que genera ganancias a través del entrenamiento y préstamo de elefantes para producciones cinematográficas y eventos.

## Controversia
En la película Water for Elephants, la elefante Rosie, interpretada por Tai, es severamente maltratada. Un vocero de la AHA aseguró que dichas escenas fueron generadas por computador y que los sonidos de dolor de la elefanta son efectos de audio y no sonidos reales de Tai. La controversia se generó, sin embargo, cuando se publicó un vídeo en 2011 en el que al parecer Tai es golpeada antes de iniciar la grabación de la película. La ADI contactó a la AHA, pidiéndole revaluar los términos del trato que se le da a los animales usados en las películas.
Tai murió el 7 de mayo de 2021 a causa de una insuficiencia renal. 6 días después, el 13 de mayo, PETA publicó un comunicado en su página oficial en el que lamentó la muerte del animal y acusó a la empresa Have Trunk Will Travel de maltrato animal generalizado:

PETA y las personas compasivas de todo el mundo están de luto por la muerte de Tai, la elefanta, que fue sacada de su hogar natural cuando era una cría y obligada a aparecer en películas y programas de televisión, incluyendo Water for Elephants y Westworld. Los exhibidores de animales de Hollywood, Kari y Gary Johnson, que operaban bajo el nombre de Have Trunk Will Travel, la golpeaban con armas llamadas bullhooks y le aplicaban descargas eléctricas.

## Filmografía destacada
- The Jungle Book (1994)
- Operation Dumbo Drop (1995)
- Larger than Life (1996)
- George of the Jungle (1997)
- Looney Tunes: Back in Action (2002)
- Vanity Fair (2004)
- Circus (2008)
- Exit Through the Gift Shop (2009)
- Water for Elephants (2011)